# ديدييه ريتشارد
ديدييه ريتشارد (بالفرنسية: Didier Richard )‏ (و. 1978 – م) هو ممثل، من فرنسا.

## وصلات خارجية
- ديدييه ريتشارد على موقع IMDb (الإنجليزية)
- ديدييه ريتشارد على موقع ألو سيني (الفرنسية)